# Kentucky Colonels 1974-1975
La stagione 1974-75 dei Kentucky Colonels fu l'8ª nella ABA per la franchigia.
I Kentucky Colonels vinsero la Eastern Division con un record di 58-26. Nei play-off, dopo aver vinto la gara di tie-breaker con i New York Nets, vinsero la semifinale di division con i Memphis Sounds (4-1), la finale di division con gli Spirits of St. Louis (4-1), vincendo poi il titolo battendo nella finale ABA gli Indiana Pacers (4-1).

## Roster
| \| Pos. \| Num. \| Naz. \| Nome \| Altezza \| Peso \| Data nascita \| Provenienza \| \| ---- \| ---- \| ---- \| -------------- \| ------- \| ------ \| ------------ \| ------------------------------------------------ \| \| G \| 14 \| \| Averitt, Bird \| 185 cm \| 77 kg \| 22-07-1952 \| Pepperdine \| \| G \| 25 \| \| Bradley, Jim \| 203 cm \| 98 kg \| 16-03-1952 \| Northern Illinois \| \| G \| 10 \| \| Dampier, Louie \| 183 cm \| 77 kg \| 20-11-1944 \| Kentucky \| \| C \| 53 \| \| Gilmore, Artis \| 218 cm \| 109 kg \| 21-09-1949 \| Gardner-Webb University, Jacksonville University \| \| G \| 12 \| \| Hamilton, Joe \| 178 cm \| 73 kg \| 05-07-1948 \| North Texas \| \| A/C \| 44 \| \| Issel, Dan \| 206 cm \| 107 kg \| 25-10-1948 \| Kentucky \| \| A \| 22 \| \| Jones, Wil \| 203 cm \| 93 kg \| 27-02-1947 \| Albany State University \| \| G \| 23 \| \| Littles, Gene \| 183 cm \| 73 kg \| 29-06-1943 \| High Point \| \| G \| 24 \| \| McClain, Ted \| 185 cm \| 82 kg \| 30-08-1946 \| Tennessee State \| \| A/C \| \| \| Robbins, Red \| 203 cm \| 86 kg \| 30-09-1944 \| Tennessee \| \| A/C \| 31 \| \| Roberts, Marv \| 203 cm \| 91 kg \| 29-01-1950 \| Utah State \| \| G \| 11 \| \| Roche, John \| 191 cm \| 77 kg \| 26-09-1949 \| South Carolina \| \| A \| 42 \| \| Thomas, Ronald \| 198 cm \| 98 kg \| 19-11-1950 \| Louisville \| | Allenatore - Hubie Brown Assistente/i - Stan Albeck (Vice-allenatore) - Lloyd Gardner (Preparatore atletico) Legenda - (C) Capitano - (FA) Free agent - (S) Sospeso - (TW) Contratto Two-way - (GL) Assegnato a squadra G League affiliata - Infortunato Roster |                        |                |         |        |              |                                                  |
| Pos. | Num. | Naz.                   | Nome           | Altezza | Peso   | Data nascita | Provenienza                                      |
| G | 14 | Stati Uniti (bandiera) | Averitt, Bird  | 185 cm  | 77 kg  | 22-07-1952   | Pepperdine                                       |
| G | 25 | Stati Uniti (bandiera) | Bradley, Jim   | 203 cm  | 98 kg  | 16-03-1952   | Northern Illinois                                |
| G | 10 | Stati Uniti (bandiera) | Dampier, Louie | 183 cm  | 77 kg  | 20-11-1944   | Kentucky                                         |
| C | 53 | Stati Uniti (bandiera) | Gilmore, Artis | 218 cm  | 109 kg | 21-09-1949   | Gardner-Webb University, Jacksonville University |
| G | 12 | Stati Uniti (bandiera) | Hamilton, Joe  | 178 cm  | 73 kg  | 05-07-1948   | North Texas                                      |
| A/C | 44 | Stati Uniti (bandiera) | Issel, Dan     | 206 cm  | 107 kg | 25-10-1948   | Kentucky                                         |
| A | 22 | Stati Uniti (bandiera) | Jones, Wil     | 203 cm  | 93 kg  | 27-02-1947   | Albany State University                          |
| G | 23 | Stati Uniti (bandiera) | Littles, Gene  | 183 cm  | 73 kg  | 29-06-1943   | High Point                                       |
| G | 24 | Stati Uniti (bandiera) | McClain, Ted   | 185 cm  | 82 kg  | 30-08-1946   | Tennessee State                                  |
| A/C | | Stati Uniti (bandiera) | Robbins, Red   | 203 cm  | 86 kg  | 30-09-1944   | Tennessee                                        |
| A/C | 31 | Stati Uniti (bandiera) | Roberts, Marv  | 203 cm  | 91 kg  | 29-01-1950   | Utah State                                       |
| G | 11 | Stati Uniti (bandiera) | Roche, John    | 191 cm  | 77 kg  | 26-09-1949   | South Carolina                                   |
| A | 42 | Stati Uniti (bandiera) | Thomas, Ronald | 198 cm  | 98 kg  | 19-11-1950   | Louisville                                       |